# Амбија (Индијана)
Амбија (енгл. Ambia) град је у америчкој савезној држави Индијана.

## Демографија
По попису из 2010. године број становника је 239, што је 42 (21,3%) становника више него 2000. године.
| Група             | 2000.       | 2010.       |
| Белци             | 158 (80,2%) | 134 (56,1%) |
| Афроамериканци    | 0 (0,0%)    | 0 (0,0%)    |
| Азијати           | 0 (0,0%)    | 0 (0,0%)    |
| Хиспаноамериканци | 35 (17,8%)  | 104 (43,5%) |
| Укупно            | 197         | 239         |